# آل مسودي (مودية)

تعديل مصدري - تعديل

آل مسودي هي إحدى قرى عزلة مودية بمديرية مودية التابعة لمحافظة أبين، بلغ تعداد سكانها 39 نسمة حسب تعداد اليمن لعام 2004.